# جيمس توني
جيمس توني (بالإنجليزية: James Toney)‏ مواليد 24 أغسطس 1968 في ميشيغان، الولايات المتحدة، هو ملاكم أمريكي. حقق بطولة الاتحاد الدولي للملاكمة. اختارته مجلة ذا رينج كـ «مقاتل العام» في سنة 1991 وسنة 2003.

## وصلات خارجية
- جيمس توني على موقع IMDb (الإنجليزية)
- جيمس توني على موقع بوكس ريك (الإنجليزية) (registration required)
- جيمس توني على موقع يو إف سي (الإنجليزية)
- جيمس توني على موقع شيردوغ (الإنجليزية)

- الموقع الرسمي